# Leonora (Western Australia)
Leonora ist eine Stadt in der Goldfields-Region in Western Australia. Die Stadt befindet sich etwa 835 Kilometer nordöstlich der Hauptstadt Perth, 235 Kilometer nördlich von Kalgoorlie und 125 Kilometer westlich von Laverton. Die Stadt Leonora ist Sitz des gleichnamigen Leonora Shire und hat etwa 550 Einwohner.
Leonora liegt am Goldfields Highway am Abzweig der Straße nach Laverton und zur Great Central Road. Die Gegend um Leonora ist sehr warm mit Durchschnittswerten von 18 °C im Winter und 37 °C im Sommer. Der jährliche Niederschlag beträgt weniger als 240 Millimeter.
Das warme und trockene Klima verhindert Ackerbau oder Landwirtschaft. Lediglich großflächige Rinderfarmen können in der Gegend erfolgreich bestehen.

## Geschichte
Die Gegend um Leonora wurde 1869 von John Forrest als erstem Europäer erkundet. Forrest benannte einen Berg nach seiner sechsjährige Nichte Frances (Fanny) Leonora Hardey.
1894 wurden die ersten Goldfunde in der Gegend gemacht und zahlreiche Goldsucher kamen in die Gegend. 1897 hatte sich eine Siedlung etabliert und die Stadt wurde offiziell Leonora genannt.
Walisische Bergleute gründeten wenige Kilometer südlich eine erste Goldmine mit dem Namen Gwalia, walisisch für Wales, in welcher Gold in großem Umfang abgebaut wurde. Dieser und weitere Goldfunde führten zu einem rasanten Wachstum und Entwicklung der Stadt. 
In den Jahren 1901 bis 1921 gab es in Leonora ein System aus Straßenbahnlinien.

## Gegenwart
Seit den 1960er-Jahren geht die Ergiebigkeit der Goldlagerstätten zurück und die meisten Minen wurden nach und nach geschlossen. Damit einher ging ein ständiger Rückgang der Bevölkerung.
Heute gibt es nur noch wenige große Minen, die teilweise erst in den letzten Jahren geöffnet wurden, als steigende Preise am Rohstoffmarkt den Abbau wieder rentabel machten. Neben Gold wird dabei auch Nickel in großen Mengen abgebaut.
In die Schlagzeilen geriet Leonora wieder, als die australische Regierung Anfang 2010 ein verlassenes Minengelände in der Nähe des Ortes als Auffanglager für Asylbewerber ausgewählt hatte.